# ポスト・ノミナル・レターズ
ポスト・ノミナル・レターズ（post-nominal letters）は名前の後に置かれ、個人が保持する地位、学位、資格、任務、軍事褒章や栄典、または修道会やフラタニティもしくはソロリティへの所属等を示す文字列であり、日本語における「肩書き」に相当する。ポスト・ノミナル・イニシャルズ（post-nominal initials）、ポスト・ノミナル・タイトルズ（post-nominal titles）、ディシネイトリー・レターズ（designatory letters）ともいう。
ポスト・ノミナル・レターズは複数列挙して用いることができるが、一部の地域では一つまたは少数のみ用いる慣例となっている場合もある。ポスト・ノミナル・レターズの順序は、勲章の序列や分類等に基づいて決められる。ポスト・ノミナル・レターズは名前に後置するサフィックス(英語版)の一つであり、類似のものに名前に前置するプレ・ノミナル・レターズがある。

## 使用について

### 資格や章、栄典を示す場合における順序
個人名の後に列挙するポスト・ノミナル・レターズの順序は地域毎の慣習によって異なっている。

#### アメリカ合衆国
アメリカ合衆国においては以下の順序が標準となっている。
1. 修道会
2. 神学学位
3. 学位
4. 勲章・褒章等の栄典
5. 専門職の免許や認定
6. 退役した制服官職（現役の場合は Firefighter John Doe, CFD のように官職を名前に前置するが、軍人など武装する官職ではポスト・ノミナル・レターズは用いない）[1]。

#### イギリス

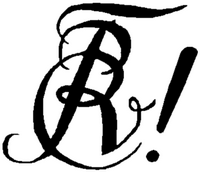
ステューデント・コーポレーションのZirkel。"v, c, f, A" の4文字からなる。

イギリスでは、司法省がイギリス国民に向けて順序のガイダンスを提示している。
1. 準男爵(Bt/Bart) または エスクワイア(Esq)
2. イギリスの勲章等（序列が高位のものから）
3. イギリス以外の国から授与された勲章で、国王からその使用を許されたものについては、以下の順とする
(a) イギリス連邦の構成国であり、かつ英連邦王国である国からの勲章（受章日順）
(b) イギリス連邦の構成国であるが、英連邦王国ではない国からの勲章（受章日順）
(c) それ以外の国からの勲章（受章日順）
4. 勅任官
(a) 枢密顧問官 (PC)、国王付副官（英語版）(ADC(P))、王室付医官（英語版）(王室付内科医（英語版）(QHP)、王室付外科医(QHS)、王室付歯科医(QHDS)、王室付看護士(QHNS))、王室付司祭（英語版）(QHC)
(b) 勅選弁護士（英語版）(QC)、治安判事(JP) および 副統監 (DL)、連合王国の各議会議員(MP(庶民院), MSP(スコットランド議会)、AM(ウェールズ議会)、MLA(北アイルランド議会)
5. 学位（学士から順に）… ポストグラデュエート・ディプロマ等を有する場合は学位の後、専門資格の前に置く。
6. (a) 修道会 (例: SSF)
(b) 医学会 (例: FRCP)
(c) 専門資格 (例: DBCI)
(d) 認証資格 (例: PSP)
(e) 勅許で任用された専門家 (例: CSyP)
7. (a) 各学会のフェロー(例: FRS、FRGS)
(b) ロイヤル・アカデミー・オブ・アーツの正会員(RA)および准会員(ARA)
(c) 各種学会員 (例: FICE)
(d) 事務弁護士会員（英語版）(WS)
8. 所属する軍事組織 (例: RAF、RN、VR、RM、RMP（英語版）[4]

#### ヨーロッパのフラタニティ
17世紀中期まで遡ると、ステューデント・コーポレーションのような伝統的なフラタニティでは、署名において自身の所属するフラタニティや保持する栄誉を示すためにポスト・ノミナル・レターズやシンボルが使われていた。シンボルはドイツ語で"Zirkel"(英語における"circle")と呼ばれ、手書きでフラタニティの頭文字に続けて"vivat, crescat, floreat" (ラテン語で成長、開花、繁栄)の頭文字をあしらったものである。"Zirkel" の語は後にフラタニティのグループ全体を示すようになった。例えばフリードリヒ・フォン・シラーの『歓喜に寄す』には、"Schließt then heil'gen Zirkel dichter"(「神聖なる(兄弟の)環を固く閉じ」) という句が含まれている。

#### 学位の昇順について
オックスフォード大学およびシカゴ大学の様式便覧によると、学位は昇順とすべきとされている。すなわち、学位を取得した順序にかかわらず、最初に学士を置き、続いて修士、専門職博士、研究博士とする。ポストグラデュエート・サーティフィケートおよびポストグラデュエート・ディプロマは通常は含めないが、含める場合はすべての学位の後、専門資格の前とする。

### 高等教育の学位を記述する場合の慣習

#### アメリカ合衆国
アメリカ合衆国においては、ある学術分野における学位は最上位のもののみ記すのが慣例である（例: 生物学においてそれぞれ別の教育機関で学士、修士、博士を取得した者が、さらにMBAを取得した場合には、John Doe, MBA, PhD のように記すことが望ましいとされる）。

#### イギリス
イギリスでは学術的な地位を示すためにすべての学位（ただし進級認定を除く）を列挙するのが慣例となっている（必ずしも学位を取得した順でなくてもよい）。 そのため、人によっては高等教育のサーティフィケートやディプロマを学士号、修士号、博士号より前に置くことがある。ポストグラデュエート・ディプロマは博士号の後となるが、専門資格よりも前に置かれる。
博士号を持っている場合でも、肩書きに"Dr."が含まれる際にはポスト・ノミナル・レターズは用いない。例えば、"Dr. Smith"や"John Smith BSc, MSc, PhD"は許されるが、"Dr. John Smith BSc, MSc, PhD"とすることはない。

イギリスでは、アメリカとは異なり、高位の学位を持っているからといって必ずしも下位の学位も持っているとは限らない、という事実に注目して運用されている。
例えば、修士号を授かる前に博士号を授かることは可能であるし、また、正式な大学教育を受けたことがなくても名誉学位を授かることもできる。
そのため、進級認定以外のすべての学位を列挙するのが通例となっているのである。
換言すると、上位の学位に完全に包含されたり自動的に切り替わるような下位の学位は別のものとして含めるべきではないとされている。
例えば、マスター・オブ・アーツをオックスフォード大学やケンブリッジ大学から授与された場合、"John Smith, BA(Hons) MA(Oxon)"とはせず"John Smith, MA(Oxon)"とすべきである。そうしないと、2つの別分野の学位を持っているという印象を与えてしまうからである。
進級認定についてはいくらか混乱があるが、進級認定は上位の学位課程の一部を修了したことを示すに過ぎない。すなわち、上位の学位を取得するための前提となるものではない。例えば、学士号は修士号を取得する前提として必要な学位であるが、高等教育のサーティフィケートやディプロマは必ずしも上位の学位に包含されるものではない。ただし、サーティフィケートのように学士号の取得要件の一部が免除されるものの場合は "Jane Smith, CertHE BSc" のような記述は望ましくない。もちろん、学士号の取得にあたってサーティフィケートによる免除を受けなかった場合には、上記のように"CertHE"と"BSc"を併記しても差し支えない。
同じ名称で異なるポストグラデュエート・ディプロマを取得した場合（例えばマスター・オブ・アーツをキングス・カレッジ・ロンドンとサセックス大学でそれぞれ取得した場合）には、"Jane Smith MA MA" とするのではなく、学位を1つのみ置き、取得した教育機関をラテン語 "et"（英語で"and"の意）または"&"で結んで "Jane Smith MA (KCL et Sussex)" のように記す。
しかし、同じ名称であっても課程が異なる場合（例えばオックスフォード大学でBachelor of Artsから進んでマスター・オブ・アーツを取得し、さらにキングス・カレッジ・ロンドンのポストグラデュエート課程での研究および論文審査によりマスター・オブ・アーツを取得した場合）には、論文審査のない学位から順に"Jane Smith MA(Oxf) MA"のように書き、"Jane Smith MA (Oxf et KCL)"とはしない。

### 複数の学会、大学、専門機関に所属する場合の慣習
イギリスおよびコモンウェルス構成国では、複数の学会等に所属する場合には設立年次が古いものから順に列挙すべきとされている。

## 例
ポスト・ノミナル・レターズの例を挙げる。
- 大英帝国勲章ナイト・コマンダーに叙された者は KBE の使用が許される。
- 王立協会フェローは FRS の使用が許される。
- ロイヤル・ソサエティ・オブ・アーツフェローは FRSA の使用が許される。
- 王立化学会フェローは FRSC の使用が許される。
- 安全保障研究所（英語版）のメンバーおよびフェローは、それぞれ MSyI または FSyI の使用が許される。
- 博士号 を持つ者は PhD (場合によりDPhil) の使用が許される。
- ポストグラデュエート・ディプロマ を持つ者は PgDip の使用が許される。通常は学位の後に置かれるが、専門資格よりも前に置かれる。
- フランシスコ会はOFM、イエズス会はSJ、ドミニコ会はOPなど、著名なカトリックの修道会は固有のポスト・ノミナル・レターズを有する。
- イギリスおよびアイルランドの大学の卒業生もポスト・ノミナル・レターズを用いる場合があり、学位の後に大学名を付ける。
例：オープン大学(Open)、 セント・アンドルーズ大学(St And)、エディンバラ大学(Edin)、サウサンプトン大学(Soton)、ダラム大学(Dunelm)、エクセター大学(Exon)、ニューカッスル大学(N'cle)、アイルランド国立大学(NUI)、ダブリン大学トリニティ・カレッジ(Dub)、アバディーン大学(Aberd)、ロンドン大学(Lond)、ケンブリッジ大学(Cantab)、オックスフォード大学 (Oxon, オックスフォード大学の出版物ではOxfも使用されている)[7]。
例えば John Smith BA(Cantab) や Jane Doe BSc(Open) となるが、実際にはオックスフォード、ケンブリッジ、ダブリンの各大学でマスター・オブ・アーツ（英語版）の学位を取得した者以外では稀である。

アメリカでは"PhD (Astrophysics)"のように、専門分野を付記する場合があるが、雇用時の募集要項や履歴書以外で見ることは稀である。